# Josef von Rosthorn
Josef Edler von Rosthorn (* 29. April 1816 in Wien; † 1. September 1886 auf der Koralpe in Kärnten) war ein österreichischer Industrieller.

## Leben und Wirken
Josef von Rosthorn, ein Enkel des aus England eingewanderten Mätthaus von Rosthorn (Rowsthorne), Sohn von Johann (John), absolvierte an der Universität Wien in den Jahren 1831 bis 1834 die philosophischen Jahrgänge. Von 1836 bis 1838 studierte er am Technischen Institut Joanneum in Graz, wo ihn  bei Anton Schrötter von Kristelli vor allem die Chemie interessierte. Die Folgejahre bis 1840 verbrachte er in England, wo er das Hüttenwesen studierte. 1841 arbeitete er in der Zinkhütte in Prävali mit. Im Jahr 1842 pachtete er noch ein Eisenwerk in Dözna im damaligen Komitat Arad.
In den Jahren 1855 bis 1861 leitete er die Eisenwerke in Oed im Piestingtal, die bereits sein Großvater gründete und baute sie mit einem Walzwerk, einen Wasserwerk und Drahtzügen aus. Mitinhaber war sein Cousin Gustav von Rosthorn (1815–1896), Abgeordneter im Reichsrat und Mitbegründer der österreichischen Industriellenvereinigung. Befreundet war er mit Karl und Paul Kupelwieser.
Ab 1861 widmete er sich der Entwicklung von Geschützrohren und konnte dabei mit Verbesserung der Herstellungsverfahren eine  wesentlich höhere Qualität erzielen. Vom damaligen k.u.k. Kriegsminister erhielt er den Auftrag für eine mehrmonatige Studienreise nach England in das Royal Arsenal in Woolwich.
In den späteren Jahren beschäftigte er sich mit verschiedenen Projekten. Beispiele waren eine rationellere Gewinnung von Torf in Buchscheiden bei Feldkirchen, eine Erdwachsgewinnung in Galizien oder der Bessemerhütten. Tätig war er auch in montanistischen Belangen am Bau der Wiener Stadtbahn und der Wiental-Wasserleitung. Auch als Konsulent zur Beurteilung bei Montan-Realitäten wurde er herangezogen.
Ab dem Jahr 1856 war er auch Gewerbeinspektor für die Kronländer Kärnten, Tirol und Vorarlberg.
Josef Rosthorn war der Vater des Gynäkologen Alfons, des Sinologen und Diplomaten Arthur und der Philanthropin Helene (verheiratete Lecher).